# Боб Бенни
Боб Бенни (нидерл. Bob Benny, настоящее имя Эмилиус Вагеманс нидерл. Emilius Wagemans; 26 мая 1926, Синт-Никлас, Бельгия — 29 марта 2011, Беверен) — фламандский певец, дважды представлял Бельгию на конкурсе песни Евровидение, в 1959 и в 1961 годах.
Музыкальная карьера Боба Бенни началась по окончании Второй мировой войны. В 1951 году ему впервые предоставилась возможность выступить на радио, в том же году он записал первую пластинку Mijn hart spreekt tot u. В 1957 он записывает первый хит, песню Cindy oh Cindy. К этому периоду относится и возникновение псевдонима: руководителя оркестра, с которым выступал Боб Бенни звали Роберт (уменьш. Боб), и он играл на кларнете в стиле Бенни Гудмана.
В 1959 году Боб Бенни впервые представлял Бельгию на конкурсе Евровидение, тогда проводившемся в Канне. Его песня Hou toch van mij заняла шестое место, и до сих пор является наиболее успешным выступлением фламандских артистов на этом конкурсе. Во фламандском хит-параде эта песня заняла тогда четвертую строчку. Два года спустя, в 1961 году, Боб Бенни снова участвовал в конкурсе Евровидение с песней September, gouden roos. Песня получила всего один балл (от Люксембурга). Отчасти столь низкий результат может быть объяснен бойкотом Бельгии: другие страны-участницы считали неуместным участие Бельгии в конкурсе в разгар конголезского кризиса. В 1963 году Боб Бенни исполнил принесшую ему наибольшую известность песню Waar en wanneer, перевод на нидерландский язык арии Als Flotter Geist из оперетты «Цыганский барон» Иоганна Штрауса.
Благодаря известности пришедшей к нему за счет участия в конкурсе Евровидение, Боб Бенни смог принять участие в нескольких мюзиклах. Так, в течение шести лет он выступал в Берлине в мюзикле «Mein Freund Bunbury» по пьесе Оскара Уайльда «Как важно быть серьёзным», во Фландрии он сыграл роль Альфреда Дулиттла в мюзикле «My Fair Lady» по пьесе Бернарда Шоу «Пигмалион».
В 2001 году у Боба Бенни произошёл инсульт. В том же году, в возрасте 75 лет он совершил каминг-аут. Из-за длительного пребывания в больнице у Боба Бенни возникли финансовые сложности, и поэтому 23 апреля 2003 в Антверпене в его пользу был дан концерт.
Боб Бенни скончался 29 марта 2011 г.

## Дискография

### Синглы
- Mijn hart spreekt tot u
- Geef aan je vrouwtje
- Cindy oh Cindy
- Hou toch van mij
- Paola
- September, gouden roos
- Waar en wanneer
- Blauw is de nacht
- Liev’ling
- Mijn gitaar zal altijd zingen
- Parel van Tahiti
- Alleen door jou
- Bella Maria